# Yen meridionals
Nam Yen o Yen meridionals (xinès 南燕 pinyin Nányàn; 398-410) fou una dinastia xinesa d'ètnia sienpei sorgida el 398 per divisió de la dinastia Jin, després de les conquestes dels tabgatch, que va dominar el Shantung amb centre a Kuang-Ku. La seva existència s'emmarca en l'època dels Setze Regnes. Va existir del 398 al 410. Fou eliminada per la dinastia xinesa de Nankín el 410. El seu fundador Murong De era fill de Murong Huang i germà de Murong Jun i Murong Chui and therefore was an imperial prince during both Mujong and darrers yan.

## Governants yen meridionals
| Nom de temple                                        | Nom a títol pòstum   | Nom familiar i nom rebut         | Duració del regnat | Any de regnat i duració                                         |
| ---------------------------------------------------- | -------------------- | -------------------------------- | ------------------ | --------------------------------------------------------------- |
| Convenció xinesa: ús del nom familiar i el nom rebut |                      |                                  |                    |                                                                 |
| Shizong (世宗 Shìzōng)                               | Xianwu (獻武 Xiànwǔ) | Murong De (慕容德 Mùróng Dé)     | 398-405            | Yanwang (燕王 Yànwáng) 398-400 Jianxing (建平 Jiànpíng) 400-405 |
| no existeix                                          | Houzhu (後主 Hòuzhǔ) | Murong Chao (慕容超 Mùróng Chāo) | 405-410            | Taishang (太上 Taìshàng) 405-410                                |